# Terra Nivium
 (novembre 2024).
Si vous disposez d'ouvrages ou d'articles de référence ou si vous connaissez des sites web de qualité traitant du thème abordé ici, merci de compléter l'article en donnant les références utiles à sa vérifiabilité et en les liant à la section « Notes et références ».
Terra Nivium (en latin « Terre des neiges ») est une région montagneuse à peu près triangulaire sur la Lune. Dans son Almagestum novum, Giovanni Riccioli a nommé les différentes régions montagneuses terrae (en). Cependant, contrairement à son schéma de dénomination pour les cratères et les mers lunaires, sa nomenclature pour les zones continentales de la Lune n'a jamais été d'usage courant.
Il se trouve au nord de la Mer des Vapeurs et est délimité au nord-ouest par la chaîne accidentée des Monts Apennins, et au nord-est par les montagnes de Montes Haemus. Des parties de cette zone ont été pénétrées par des coulées de magma qui se connectent à la Mer des Vapeurs.
Cette zone irrégulière contient un certain nombre de dépressions plus petites qui se sont recouvertes de coulées de lave basaltiques. Ceux-ci forment ce qui sont essentiellement des mers lunaires miniatures. Ils sont regroupés près des frontières sud de la région et occupent une grande partie du terrain entre la Mer des Vapeurs et Montes Haemus. Ces caractéristiques sont généralement de forme irrégulière, et beaucoup sont reliées par des espaces entre les îles les plus accidentées du terrain continental.
Ces zones sont énumérées dans un tableau ci-dessous, classées d'ouest en est. Le diamètre indiqué correspond au plus petit cercle qui contient entièrement l'entité.

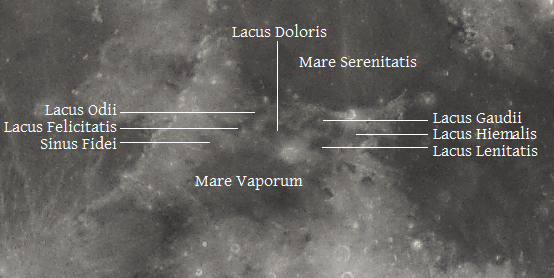
Caractéristiques de Terra Nivium. Le cratère près du centre de l'image est Manilius.

| Nom latin         | Traduction          | Coordonnées | Diamètre en km |
| ----------------- | ------------------- | ----------- | -------------- |
| Sinus Fidei       | Baie de la foi      | 18, 2       | 70             |
| Lacus Felicitatis | Lac du bonheur      | 19, 5       | 90             |
| Lacus Odii        | Lac de haine        | 19, 7       | 70             |
| Lacus Doloris     | Lac de la tristesse | 17,1, 9     | 110            |
| Lacus Lenitatis   | Lac de tendresse    | 14, 12      | 80             |
| Lacus Gaudii      | Lac des délices     | 16,2, 12,6  | 113            |
| Lacus Hiemalis    | Lac de l'hiver      | 15, 14      | 50             |